# Dasyatis gigantea
Espèce
Synonymes
- Urolophoides giganteus Lindberg, 1930

Statut de conservation UICN

DD : Données insuffisantes
Dasyatis gigantea est une espèce de raie de la famille Dasyatidae, elle n'est connue qu'à travers deux spécimens collectés dans le golfe de Pierre-le-Grand, en mer du Japon. Cette espèce de grande taille se caractérise par un disque pectoral rhomboïdal plus large que long, par un museau relativement allongé, et par une courte queue émoussée ; cette dernière particularité pourrait être liée à des dommages causés lors de la pêche des spécimens. Elle est ovovivipare. L'Union internationale pour la conservation de la nature (UICN) ne dispose pas d'assez de données pour classer l'espèce au sein de sa liste rouge. En 1999, Dolganov envisage la possibilité que cette espèce soit la même que D. akajei.